# Shaban Demiraj
Shaban Demiraj (1 de enero de 1920 - 30 de agosto de 2014) fue un albanólogo albanés, lingüista, profesor de la Universidad de Tirana entre 1972 y 1990, y presidente de la Academia de Ciencias de Albania durante el período de 1993 a 1997.

## Vida
Demiraj nació el 1 de enero de 1920 en Vlorë. A pesar de las dificultades financieras y la falta de instituciones académicas en Albania, logró estudiar y aprender latín, griego antiguo y las principales lenguas europeas. Después de completar sus estudios en la Madrasa de Tirana en 1939, estudió el idioma albanés en el Instituto Pedagógico de dos años, rama de lengua y literatura albanesa (1946-1948), y más tarde en el Instituto Pedagógico Superior (1954-1955).
De 1948 a 1954, Demiraj trabajó como profesor de lengua y literatura en varias escuelas secundarias de Gjirokastra y Tirana. En 1954 comenzó a trabajar como lector en el mismo Instituto Superior Pedagógico de donde se graduó, y más tarde en la Universidad de Tirana (UT), cargo que ocupó hasta 1990. De 1962 a 1989 estuvo a cargo de la cátedra de lengua albanesa, y de 1962 a 1966 fue vicedecano de la Facultad de Historia y Filología de la UT.
Las áreas de especialización de Demiraj fueron: la morfología del albanés moderno, la gramática histórica albanesa, la historia de la escritura albanesa (siglos XVIII y XIX) y un curso especial sobre lingüística balcánica. En 1989, se convirtió en miembro de la Academia de Ciencias de Albania, y fue su presidente durante 1993-97. Además de sus publicaciones de investigación, Demiraj también publicó muchos artículos científicos dentro y fuera de Albania sobre temas como la historia de la lengua albanesa, la gramática y la fonética, y la balcanología. Transcribió y adaptó la obra de Gabriele Dara Kënga e sprasme e Balës (La última canción de Bala) en 1994. También trabajó como traductor, habiendo producido la edición albanesa de Martin Eden, una novela de Jack London, en 1959.
Demiraj formó parte del comité que organizó el Congreso de Ortografía de 1972, en albanés: Kongresi i Drejtshkrimit, donde se estandarizaron las reglas ortográficas del idioma albanés, y también fue signatario de la ortografía.
Es el padre del lingüista Bardhyl Demiraj.

## Trabajos
Algunas de sus principales obras incluyen:
- Çështje të sistemit emëror të gjuhës shqipe [Cuestiones del sistema de sustantivos de la lengua albanesa]. Pristina: Pristina University Press, 1972.
- Gramatikë historike e gjuhës shqipe. Tirana: Tirana University Press, 1986.
  - Traducción al alemán: Academia Austríaca de Ciencias. Historische Grammatik der albanischen Sprache. Viena: Verlag der Österreichischen Akademie der Wissenschaften, 1993.
- Gjuha shqipe dhe historia e saj [La lengua albanesa y su historia]. Tirana: Tirana University Press, 1988
  - Traducción al italiano: La lingua albanese – origine, storia, strutture. Rende: Centro Editoriale e Librario, Università degli Studi della Calabria, 1997.
- Gjuhësi ballkanike [lingüística balcánica]. Skopje: Logos-A 1994 (en albanés y macedonio), reeditado en Tirana en 2004
- Fonologjia historike e gjuhës shqipe (Fonología histórica de la lengua albanesa), 1996
- Prejardhja e Shqiptarëve në dritën e dëshmive të gjuhës shqipe (El origen de los albaneses a la luz de los testimonios en lengua albanesa), 1999, una segunda edición en inglés como El origen de los albaneses (lingüísticamente investigado), 2006
- Eqrem Çabej (Eqrem Çabej), 1990
- Epiri, Pellazgët, Etruskët dhe Shqiptarët (Epiro, los pelasgos, los etruscos y los albaneses), 2008.
- Gramatikë e gjuhës shqipe, vëll. I Morfologjia (Gramática de la lengua albanesa, vol. I Morfología), 1976, otras ediciones 1995, 2002, como editor y coautor.

## Premios
- "Mësues i Popullit" (Maestro del Pueblo).
- "Çmimi i Republikës i shkallës së parë" (Premio de la República de Primer Grado).
- "Çmimi i Republikës i shkallës së dytë" (Premio de la República de Segundo Grado), dos veces.
- Orden "Mjeshtër i Madh i Punës" (Gran Maestro Obrero).
- "Ciudadanía Honoraria" del municipio de Vlorë